# Голиковка (район Петрозаводска)

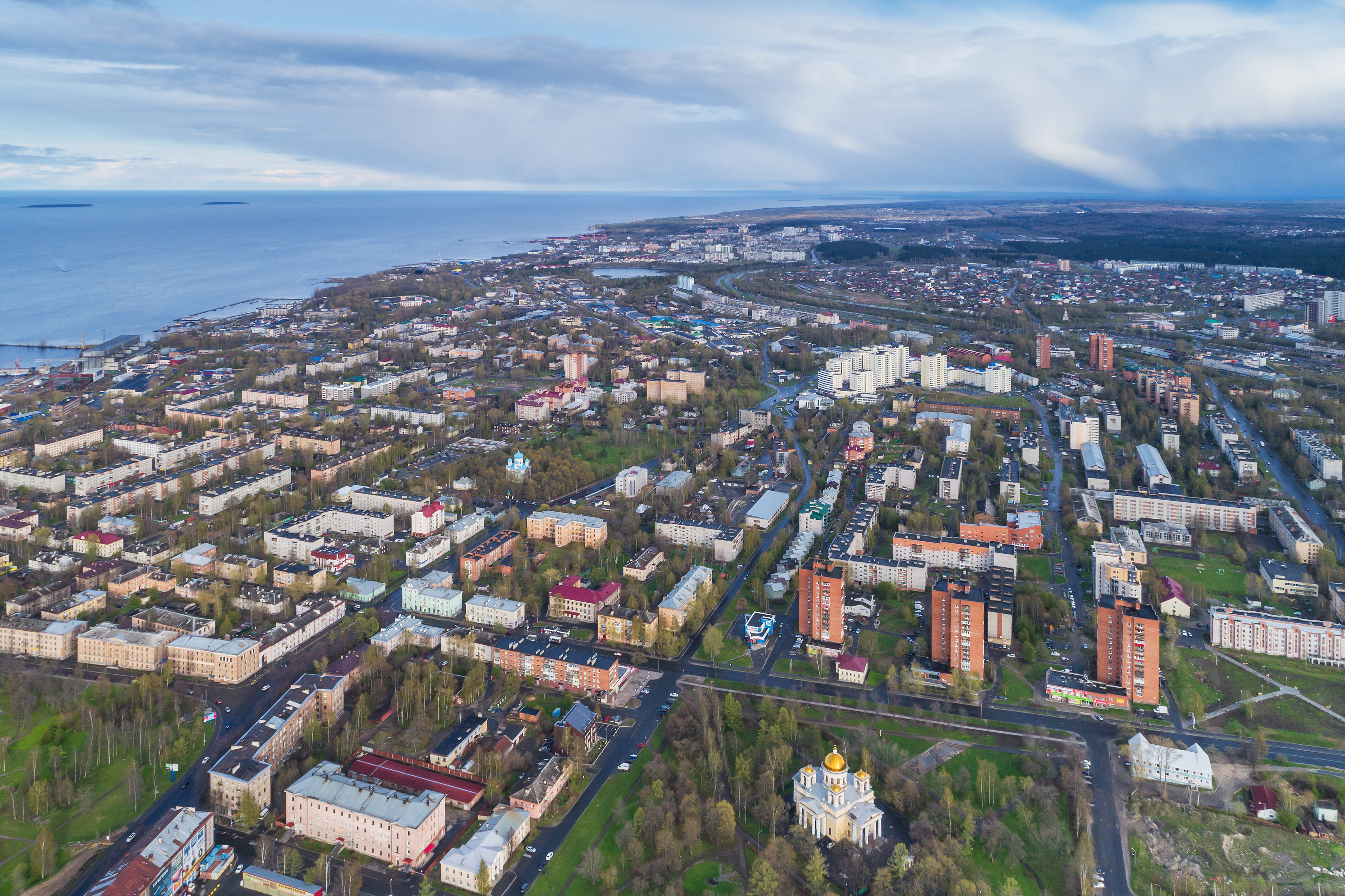
Аэрофотосъёмка Голиковки

Голико́вка (фин. Karanmäki) — район города Петрозаводска, расположенный в центральной части города. Граничит с городскими районами Кукковка, Зарека, Центр.

## Название
Существует несколько версий по поводу существующего названия района. По одной из них, название происходит от словосочетания «Голь перекатная», так дворяне, купцы и чиновники называли поселившихся на этом месте бедных рабочих с Александровского завода. По ещё одной из версий — название района было связано с местностью, которая была «голой, каменистой, болотистой».

## География
Граница с районом Кукковка проходит по железной дороге, с Зарекой по улице Льва Толстого, с Центром по реке Лососинка.

## Территориальное деление района
- Голиковка-1
- Голиковка-2
- Голиковка-3
- Голиковка-4
- Голиковка-5
- Петровская Слобода
(Александровский Завод)

## Существующие улицы
- улица Лизы Чайкиной
- Повенецкая улица
- проспект Александра Невского
- Комсомольский проспект
- набережная Ла-Рошель
- Лесная улица
- Станционная улица
- Станционный переулок
- улица Маршала Мерецкова
- Лососинская набережная
- Улица Володарского
- Машезерская улциа
- Улица Кузьмина
- Загородная улица
- Улица Калинина
- Улица Варламова
- Казарменская улица
- Улица Льва Толстого
- Улица «Правды»

## История
Район Голиковки начал активно заселяться с 1780-х годов. Основным населением были рабочие Александровского завода, на котором запустили производство в 1774 году. Рабочие заселяли отведённые территории к юго-западу от завода. Современный облик район начал приобретать в 50—60-е годы, в связи с массовым строительством каменных многоквартирных жилых домов, пришедших на смену деревянным домам и баракам. Центральной улицей района считается Проспект Александра Невского, который получил своё современное название в 1999 году. На территории района располагается станция Голиковка, до постройки вокзала на станции Петрозаводск в 1955 году, на ней останавливались практически все скорые, пассажирские и местные поезда.

## Достопримечательности района

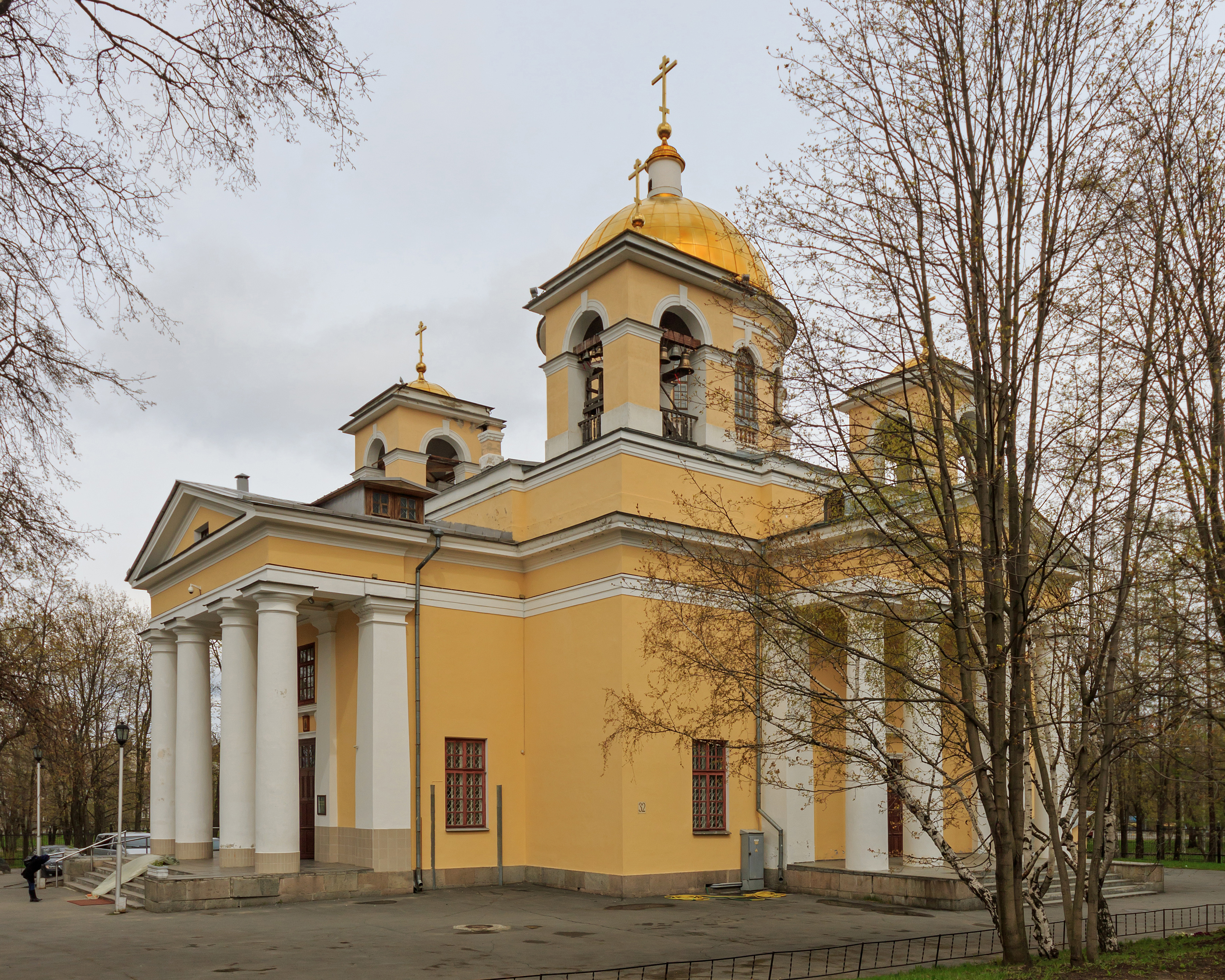
Собор Александра Невского в Петрозаводске

Главной достопримечательностью района считается Кафедральный Собор Александра Невского, построенный в начале XIX века на средства работников завода. На территории района находятся: Лососинский парк, Голиковский парк, Берёзовая роща. Кроме Собора Александра Невского, из религиозных сооружений есть Благая Весть, церковь евангельских христиан.

## Образование
На территории района расположены: Ломоносовская гимназия, средняя общеобразовательная школа № 27, детские сады № 2, 12, 20 и 65.

## Жилые комплексы
- 1703
- Александровский
- Заречье
- Народный
- Речка

## Транспорт
Голиковку обслуживают 6 автобусных маршрутов:
- № 3 «Сулажгорская улица — улица Корабелов», соединяет район со Сулажгорой, Первомайским, Центром, Зарекой и Ключевой[5];
- № 10 «Университетский городок — ЖК Бульвар у родников», соединяет район с Университетским городком, Перевалкой, Центром и Ключевой[6];
- № 16 «Сулажгорская улица — улица Корабелов», соединяет район с Ключевой, Старой Кукковкой, Центром, Пятым поселком и Сулажгорой[7];
- № 19 «Финский проезд — ЗАО «Петрозаводскмаш», соединяет район с Древлянкой, Южной Кукковкой, Центром и Октябрьским[8];
- № 25 «ДСК — ТИЗ Усадьбы», соединяет район с Октябрьским, Новой и Старой Кукковкой[9];
- № 26 «Финский проезд — Кемская улица», соединяет район с Древлянкой, Перевалкой, Центром, Новой Кукковкой и Ключевой[10];
- № 31 «Садовый центр — Лыжная улица», соединяет район с Новой и Южной Кукковкой, Центром, Первомайским и Тепличным[11][12].

###### Троллейбус
Голиковку обслуживает 2 троллейбусных маршрута:
- № 3 «Заводская улица — Хлебокомбинат», соединяет район с Первомайским, Центром и Зарекой[13];
- № 6 «Товарная станция — улица Корабелов», соединяет район с Первомайским, Октябрьским, Центром и Ключевой[14];
- № 7 «Чистая улица — улица Корабелов», соединяет район с Центром, Перевалкой и Древлянкой[15].